# 街道口站
街道口站位于中华人民共和国湖北省武汉市洪山区，是武汉地铁2号线和8号线的地铁換乘站，2号线於2012年12月28日啟用；8号线於2021年1月2日啟用。

## 车站结构
车站位于珞喻路与武珞路的衔接处，与珞狮路相交，二号线延武珞路-珞喻路布置。车站于2007年10月完成招标。车站总长184.2米，宽21.1米。共设置4个出入口、一个紧急疏散出入口及两个地面风亭，采用盖挖逆做法施工。车站为地下两层车站，地下一层为站厅层；地下二层为站台层。
该站风亭以“树木”为主题进行设计。

### 楼层分布
| 地面     | 地面                    | 出入口                                                                            |  |  |
| 地下一层 | 8号线 车站大厅层        | 售票机、客服中心、车站商店、武漢通充值、洗手間、往E、F、G、H、J、K、L、N出口      |  |  |
| 地下二层 | 2号线、8号线 车站大厅层 | 售票机、客服中心、车站商店、武漢通充值、洗手間、往A、B、C、D出口 可通往銀泰創意城 |  |  |
| 地下三层 |                         | █ 2号线 往天河机场（宝通寺）                                                      |  |  |
|          | 岛式站台，左侧开门      |                                                                                   |  |  |
|          |                         | █ 2号线 往佛祖岭（广埠屯）                                                        |  |  |
| 地下四层 |                         | █ 8号线 往金潭路（小洪山）                                                        |  |  |
|          | 岛式站台，左侧开门      |                                                                                   |  |  |
|          |                         | █ 8号线 往军运村（马房山）                                                        |  |  |

### 車站出口

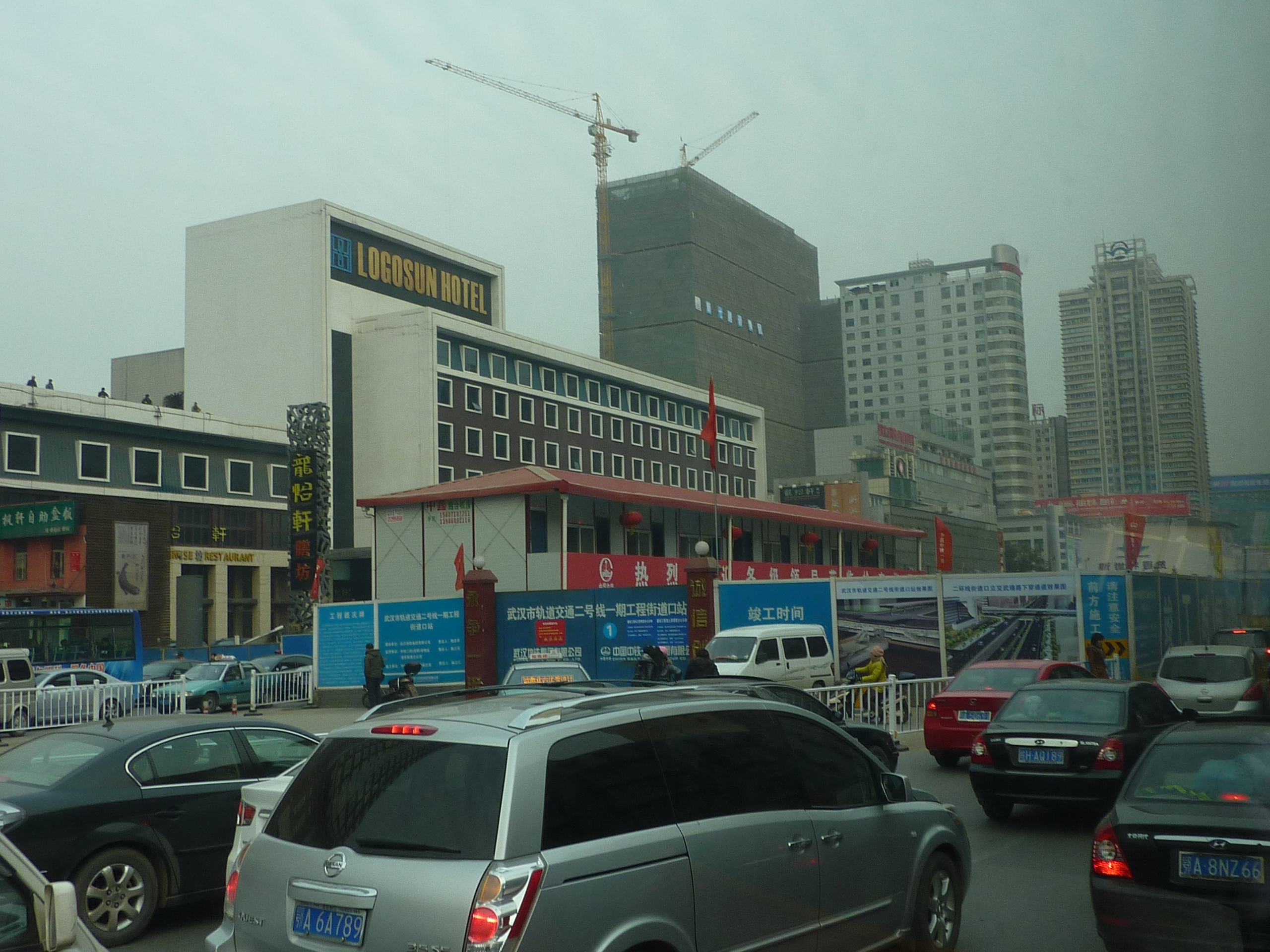
建設中2号线街道口站

|                                                 |      |      | |
|                                                 |      |      | |
| 出口編號                                        | 設施 | 照片 | 建議前往的目的地 |
| A                                               |      |      | 武珞路 珞獅路、国家税务总局武汉市洪山區税务局、武漢市公安局洪山區分局、武漢理工大學、湖北輕工職業技術學院、湖北藝術職業學院 |
| B                                               |      |      | 珞喻路 珞獅路、华中师范大學、武漢群光廣場、阜華大厦、未來城購物公園                                                         |
| C                                               |      |      | 珞喻路 珞獅北路、街道口派出所、武漢大學国际软件学院、街道口小学、新世界百貨-武昌店、銀泰創意城                              |
| D                                               |      |      | 武珞路 珞獅北路、湖北省婦幼保健院、珞珈山剧院、兆富国际                                                                     |
| E                                               |      |      | 武珞路 珞狮路 |
| F                                               |      |      | 武珞路 珞狮路 |
| G                                               |      |      | 珞狮路 |
| H                                               |      |      | 珞狮路 |
| J                                               |      |      | 珞狮路 武汉理工大学（马房山校区西院）                                                                                       |
| K                                               |      |      | 珞狮路 武汉理工大学（马房山校区东院）、未来城                                                                               |
| L                                               |      |      | 珞狮路 未来城 |
| N                                               |      |      | 珞喻路 珞狮路、未来城、阜华大厦                                                                                             |
| 注： 設有升降機 \| 設有輪椅升降台 \| 設有洗手間 |      |      | |

- 建設中2号线街道口站

## 邻近地点
该站位于武汉电子一条街的西侧。
车站东北侧出入口为新世界百货，西北出口是湖北省妇幼保健院，东南侧出口是阜华大厦和名泰商务酒店。

### 内部链接
- 武汉地铁车站列表